# والاس و گرومیت در پروژه باغ‌وحش
والاس و گرومیت در پروژه باغ وحش (به انگلیسی: Wallace & Gromit in Project Zoo) یک بازی ویدئویی پلتفرمی است که توسط فرونتر توسعه یافته و توسط (بی ام ای! سرگرمی) منتشر شده‌است. این اولین بازی ویدئویی از شخصیت‌های والاس و گرومیت است، همچنین صدا پیشه والاس پیتر سالیس نقش او را بازی می‌کند.

## گیم‌پلی
بازیکن (گرومیت) باید از اختراعات عجیب والاس از جمله (تفنگ فرنی، پرتاب کننده شلغم، چکمه‌های فنری و پرتاب کننده موز) برای مبارزه با پنگوئن‌های روبات مک گراو و نجات توله‌های حیوانات باغ وحش در سبک بازی معمولی پلت فرم استفاده کند.

## داستان
والاس و گرومیت بار دیگر با پنگوئن شرور، روبرو می‌شوند. پرها از محوطه پنگوئن‌ها در باغ وحش وست ولابی فرار کرده و کل باغ وحش را تحت کنترل خود درآورده و حیوانات خردسال را ربوده و والدین آنها را مجبور به کار برای رسیدن به هدف نهایی خود (تبدیل باغ وحش به معدن الماس) کرده‌است.
در همین حال، والاس و گرومیت یکی از توله خرس‌های قطبی باغ وحش را به نام آرچی پذیرفته‌اند. وقتی برای جشن تولد او به باغ وحش می‌روند، متوجه می‌شوند که باغ وحش بسته‌است. آنها با مخفی شدن در داخل یک پنگوئن چوبی غول پیکر، به باغ وحش نفوذ کرده و دست به نجات حیوانات زده و کار پنگوئن را خنثی می‌کنند.
وقتی والاس و گرومیت وارد باغ وحش می‌شوند، نمایشگاه معبد باستانی (همراه با تله‌های انفجاری)، تمرینات، گدازه، بارهای ماشین آلات و حتی سرسره‌های برفی را در حین حرکت در شش مرحله کشف می‌کنند. در هر یک از آنها باید سه نوزاد حیوان را نجات دهند: فیل در خانه و معبد جنگل، بیور در معادن، گوریل‌ها در آتشفشان، پانداها در انبار، خرس‌های قطبی در خانه یخی و گورخرها در الماس و ماتیک، که با کمک این دو نفر، یکبار دیگر پنگوئن را در باغ وحش شهر زندانی می‌کنند.

## بازخورد
| گردآورنده | امتیاز  | امتیاز      | امتیاز  |
| گردآورنده | گیم‌کیوب | پلی‌استیشن ۲ | اکس‌باکس |
| --------- | ------- | ----------- | ------- |
| متاکریتیک | 66/100  | 67/100      | 63/100  |

| ناشر                    | امتیاز  | امتیاز      | امتیاز  |
| ناشر                    | گیم‌کیوب | پلی‌استیشن ۲ | اکس‌باکس |
| ----------------------- | ------- | ----------- | ------- |
| الکترونیک گیمینگ مانثلی | 5.83/10 | 5.83/10     | 5.83/10 |
| گیم اینفورمر            | ن/م     | 7.5/10      | ن/م     |
| گیم‌اسپات                | 6.5/10  | 6.5/10      | 6.5/10  |
| گیم‌زون                  | 7/10    | 7.4/10      | ن/م     |
| آی‌جی‌ان                  | 6.7/10  | 6.7/10      | 6.7/10  |
| مجله ان‌جی‌سی             | 70%     | ن/م         | ن/م     |
| نینتندو پاور            | 3.3/5   | ن/م         | ن/م     |
| اوپی‌ام (ایالات متحده)   | ن/م     | [ ۱۳ ]      | ن/م     |
| اواکس‌ام (ایالات متحده)  | ن/م     | ن/م         | 7.5/10  |
| تیم اکس‌باکس             | ن/م     | ن/م         | 6.5/10  |

با توجه به وب سایت "Review Aggregation" بازی والاس و گرومیت امتیاز "بررسی مختلط یا متوسط" را در همه سیستم عامل‌ها دریافت کرد.